# Oraison
Oraison é uma comuna francesa na região administrativa da Provença-Alpes-Costa Azul, no departamento dos Alpes da Alta Provença. Estende-se por uma área de 38,42 km². Em 2010 a comuna tinha 5 965 habitantes (densidade: 155,3 hab./km²).

## Especificações[editar | editar código-fonte]
- Bateria: 2.350 mAh (removível)
- Android 7.0 Nougat
- Tela: 5 polegadas com display de 854x480 pixels
- Câmeras: frontal de 2 MP e traseira de 5 MP
- Processador: MediaTek quad-core 32-bit de 1.3 GHz
- Memória: 903 mb de RAM, 8GB de espaço interno e até 32GB expansível
- Cores: cereja, branco, dourado e preto